# Lucky Company
Lucky Company（韓語：럭키컴퍼니）是韓國的經紀公司。成立在2017年1月，包括藝人管理，旗下藝人包括Uie、厲雲、朱宝英等演員。

## 旗下藝人
- Uie
- 厲雲
- 朱宝英（朝鲜语：주보영）
- 李奉俊
- 吴承白

## 已離開藝人
- 蔡貞安 [1]
- 張熙軫 [2]
- 朴智彬 [3]
- 趙煥基（朝鲜语：조완기）
- 裴允京 [4]

## 外部連結
- 官方网站
- Lucky Company的Facebook專頁
- Lucky Company的Instagram帳戶
- 官方Naver （页面存档备份，存于）